# Штаде, Фредерика фон
Фредерика фон Штаде (англ. Frederica von Stade; род. 1 июня 1945 года) — американская оперная певица (меццо-сопрано). Чаще всего выступала в «Метрополитен-опере», особенно в произведениях Моцарта и Россини.

## Биография
Фредерика фон Штаде родилась 1 июня 1945 года в Сомервилле, штат Нью-Джерси, в семье лейтенанта Армии США Чарльза фон Штаде и Сары Клукас. Отец, чемпион США по игре в поло 1941 года, погиб до её рождения в последние дни Второй мировой войны, подорвавшись на мине в Германии.
В детстве Фредерика получила прозвище Флика, которое осталось при ней и в зрелом возрасте. Музыкальное образование получила в Маннес-колледже. Позднее вышла замуж за одного из вокальных педагогов этого колледжа — Питера Элкуса и родила двух дочерей.  В 1990 году брак закончился разводом.
В 1970 году Фредерика фон Штаде дебютировала в театре «Метрополитен-опера». Этот коллектив стал для неё основным (более 300 выступлений). В 1995 году, в ознаменование 25-летия карьеры певицы, театр специально для фон Штаде поставил оперу Клода Дебюсси «Пеллеас и Мелизанда», а в 2000 году, в честь 30-летия карьеры, — оперетту Франца Легара «Весёлая вдова».
Помимо «Метрополитен-оперы», Фредерика фон Штаде сотрудничала со многими американскими оперными театрами и выступала по всему миру. Она пела в Сан-Франциско, Чикаго, Лос-Анджелесе. В Европе с её участием были поставлены спектакли в Ла Скала, Ковент Гардене, Венской государственной опере и Парижской национальной опере.

## Признание
В 1983 году Фредерика фон Штаде стала обладателем премии «Грэмми» в категории «Классика» за запись оперы Моцарта «Свадьба Фигаро».
Певица является почётным доктором Йельского университета, Бостонского университета, Консерватории Сан-Франциско, Медицинской школы Джорджтаунского университета, Кливлендского музыкального института и Маннес-колледжа.
В 1983 году президент Рейган вручил Фредерике фон Штаде награду, впоследствии ставшую Национальной медалью искусств. В 1988 году фон Штаде вручена высшая награда Франции в области искусств — Орден Искусств и литературы. В апреле 2012 года Фредерика фон Штаде избрана в Американскую академия искусств и наук.